# Yano (Vorname)
Yano ist ein männlicher Vorname.

## Herkunft und Bedeutung
Der Vorname Yano hat verschiedene Ursprünge und Bedeutungen, abhängig von der kulturellen und geografischen Herkunft.
Neben anderen etymologischen Herkunftsdeutungen wird Yano angegeben mit Geschenk, Schatz, „der, der Freude bringt“. Die hebräische Herkunft wird interpretiert mit jahwe = Name Gottes und chanan = begünstigen, gnädig sein.
Im japanischen Ursprung ist Yano sowohl ein Vorname als auch ein Nachname. Der Name setzt sich aus den Kanji-Zeichen 矢 (ya = „Pfeil“) und 野 (no = „Feld“, „wild“) zusammen. Somit könnte der Name als „Pfeilfeld“ interpretiert werden. Im Kontext des Vornamens kann Yano im Japanischen auch verschiedene Bedeutungen haben, abhängig von den verwendeten Kanji-Zeichen.
Es ist möglich, dass Yano in anderen Kulturen und Sprachen als Variation eines anderen Namens vorkommt oder durch Migration und kulturellen Austausch entstanden ist. Der Name Yano ist daher ein Beispiel für einen Namen mit mehreren möglichen Ursprüngen und Bedeutungen, abhängig vom kulturellen Kontext.

## Verbreitung
Yano ist in Deutschland ein seltener Vorname. Er liegt in der Rangliste der häufigsten männlichen Babynamen auf Platz 306 (Stand 2024), wobei er die größte Häufigkeit im Jahr 2010 mit Platz 153 erreichte. Im Zeitraum von 2010 bis 2022 Jahren wurde Yano etwa 90 Mal als Vorname vergeben. In Österreich wurde Yano in den letzten 10 Jahren weniger als 10 Mal, in der Schweiz ca. 40 mal als Erstname vergeben. Der Vorname Yano ist in absteigender Häufigkeit in folgenden Staaten am meisten vertreten: USA, Japan, Indonesien, Frankreich, Brasilien, Russland, Algerien, Kanada, Deutschland.

## Varianten
- Jano – mit verwandter etymologischer Herkunft in der hebräischen Linie.[6]